# 이토 히로요시 (공작)
이토 히로요시(伊藤博精)는 일본 제국의 궁내관, 정치인, 화족이다. 작위는 공작이며, 귀족원 공작 의원을 지냈다.

## 경력
궁내관 이토 히로쿠니 공작의 장남으로 태어났으며, 메이지 시대의 원훈 이토 히로부미의 양손자에 해당된다. 1922년 도쿄 농업대학을 졸업한 후 이듬해 미쓰이 합명회사(三井合名会社)에 취직했다. 그 후 이왕직 어용괘(御用掛)・장전(掌典) 등을 맡았다. 1931년 7월 1일, 부친 히로쿠니의 사망에 따라 공작위를 습작하였고, 1947년 귀족원이 폐지될 때까지 재임했다.

## 가족 관계
- (부인) 다카하시 후쿠코(高橋福子) - 다카하시 고레요시(高橋是福)의 차녀
  - (장녀) 이토 구니코(伊藤邦子)
  - (차녀) 이토 유키코(伊藤雪子)
  - (장남) 이토 히로마사(伊藤博雅) - 다니 간에(谷閑衛) 자작의 사위
  - (3녀) 센게 후미코(千家文子) - 센게 다쓰히코(千家達彦) 부인
  - (4녀) 히로세 노리코(広瀬典子) - 히로세 카즈에(広瀬和栄) 부인
  - (5녀) 마쓰다이라 히사코(松平久子) - 마쓰다이라 사다즈미(松平定純) 부인

## 같이 보기
- 이왕가
- 이노우에 가쓰노스케 - 히로요시의 백부
- 다카하시 고레요시 - 히로요시의 장인(다카하시 고레키요의 차남)

| 전임 이토 히로쿠니 | 제3대 이토 (히로부미) 공작가 당주 1931년 ~ 1947년 | 후임 화족제도 폐지 |